# All Along the Watchtower
All Along the Watchtower — пісня американського співака Боба Ділана. Спочатку з'явилася на його альбомі 1967 року John Wesley Harding, а потім Ділан включив її в більшість зі своїх наступних збірок. До кінця 1970-х років він виконував її на концерті більше, ніж будь-яку іншу зі свої пісень. Різні версії композиції з'являються на чотирьох концертних альбомах Ділана.
Хоча на цю пісню створювали кавери різні артисти в різних жанрах, але найміцніше слухачі її ототожнюють з інтерпретацією Джимі Гендрікса, яку він записав разом з The Jimi Hendrix Experience для альбому Electric Ladyland. Версія Гендрікса, що вийшла через шість місяців після оригінального запису Ділана, стала Топ-20-синглом 1968 року і під номером 47 потрапила до списку 500 найкращих пісень усіх часів за версією журналу Rolling Stone.

## Оригінал Боба Ділана

### Передумови
Після аварії на мотоциклі в липні 1966 року, наступні 18 місяців Ділан відновлювався у своєму будинку у Вудстоці і писав пісні. За словами Клінтона Гейліна, всі пісні на альбомі John Wesley Harding написано і записано впродовж шести тижнів наприкінці 1967 року. Маючи двох дітей, одна з яких народилась на початку 1966 року, а друга - в середині 1967-го, Ділан вів розмірене сімейне життя.

### Запис
Ділан записав "All Along the Watchtower" 6 листопада 1967 року в Columbia Studio A в Нашвіллі (штат Теннессі), тій самій студії, де навесні за рік до того завершив Blonde on Blonde. Акомпанували Ділану, який грав на акустичній гітарі та губній гармоніці, двоє досвідчених музикантів Нешвілла з сесій Blonde on Blonde, Чарлі Маккой на бас-гітарі і Кеннет Баттрі на барабанах. Продюсером був Боб Джонстон, який вже виконував цю роботу на двох попередніх альбомах Ділана, Highway 61 Revisited 1965 року і Blonde on Blonde 1966 року.
Остаточний варіант "All Along the Watchtower" складено з двох різних спроб, зроблених під час другої з трьох сесій John Wesley Harding. Сесія розпочалася з п'яти дублів пісні, третій і п'ятий з яких зростили, щоб створити альбомний трек. Як і більшість відібраних для альбому пісень, це похмура строга робота, яка різко контрастує з попередніми записами Ділана середини 1960-х років.

### Аналіз
Кілька рецензентів відзначили, що текст пісні є відлунням рядків книги пророка Ісаї, розділ 21, вірші 5-9:
5 Стіл ставлять, розстелюють скатертину, їдять, п'ють: «Уставайте, князі, намащуйте щити!» 6 Бо так сказав мені Господь: «Іди, постав сторожу! Нехай звістить, що побачить! 7 І як вона побачить кінноту, верхівців по двоє, одних на ослах, а других на верблюдах, нехай вважає пильно, дуже вважає!» 8 І закричав вартівник: «Я визираю! Я, Господи, стою на башті цілими днями, стою на варті цілими ночами! 9 І ось, я бачу, йде кіннота, верхівці по двоє!» І він заговорив і сказав: «Упав Вавилон, упав, і всі різьблені подоби його богів на землі розбиті.»
Коментуючи пісні на своєму альбомі John Wesley Harding в інтерв'ю, опублікованому в фолк-музичному журналі Sing Out! у жовтні 1968 року, Ділан казав Джонові Коену і Геппі Трауму:
|  | Я не виконав роботу баладера. Баладер може сісти і співати три пісні півтори години... все може розгортатися до вас. Ці мелодії на "John Wesley Harding" не мають цього традиційного відчуття часу. Як і в третьому куплеті "The Wicked Messenger", який відкриває його, а потім часовий графік стрибає, і скоро ця пісня стає ширшою... Те саме стосується і пісні "All along the Watchtower", яка відкривається дещо по-іншому, дивнішим способом, тому що ми маємо цикл подій, що працюють у зворотному порядку. Оригінальний текст (англ.) [I haven't fulfilled the balladeers's job. A balladeer can sit down and sing three songs for an hour and a half... it can all unfold to you. These melodies on John Wesley Harding lack this traditional sense of time. As with the third verse of "The Wicked Messenger", which opens it up, and then the time schedule takes a jump and soon the song becomes wider... The same thing is true of the song "All Along the Watchtower", which opens up in a slightly different way, in a stranger way, for we have the cycle of events working in a rather reverse order.] Помилка: [undefined] Помилка: {{Lang}}: немає тексту (допомога): текст вже має курсивний шрифт (допомога) |

Незвичайну структуру оповіді відзначив професор англійської літератури Крістофер Рікс, за словами якого, "All Along the Watchtower" є прикладом нахабства Ділана маніпулювати хронологічним часом: "наприкінці останнього вірша, ніби пісня химерно зрештою починається, немов би міф починається знову".
Гейлін описав метод оповіді Ділана у "Watchtower", як налаштовування слухача на епічну баладу в перших двох куплетах, але потім, після короткого інструментального переходу, співак одразу рушає "в кінець пісні, залишаючи слухачеві самому заповнювати свою власну (приречену) прогалину."
Критики описали версію Ділана як шедевр недосказаності. За словами Енді Гілла: "у діланівській версії пісні захоплює саме безпліддя сюжету, висока нав'язлива гармоніка і поступальний рух рифу несуть недосказані наслідки катаклізму; який згодом вповні проривається у версії Джимі Гендрікса, ... той катаклізм лякливо намацується через дервішеві завитки гітари."
Один з перших прихильників і наставників Ділана Дейв Ван Ронк не погоджувався з думкою більшості, коли робив таке зауваження:
|  | Вся ця загадковість митця є однією з великих пасток цього бізнесу, адже ця дорога незрозуміла. Ділан має багато чого відповісти на це, тому що через деякий час виявив, що йому все могло зійти з рук - він Боб Ділан, і люди братимуть написане на віру. Таким чином, він міг зробити щось на кшталт «All Along the Watchtower», що просто є помилкою з назви на вниз: сторожова вежа - це не дорога чи стіна, і ти не можеш рухатись по ній (вздовж неї)... Оригінальний текст (англ.) That whole artistic mystique is one of the great traps of this business, because down that road lies unintelligibility. Dylan has a lot to answer for there, because after a while he discovered that he could get away with anything—he was Bob Dylan and people would take whatever he wrote on faith. So he could do something like 'All Along the Watchtower,' which is simply a mistake from the title on down: a watchtower is not a road or a wall, and you can't go along it. |

### Концерти і наступні виходи пісні
Альбом John Wesley Harding вийшов 27 грудня 1967 року, менш ніж через два місяці після запису сесій. Сингл на пісню вийшов 22 листопада 1968 року і був другим серед пісень альбому, але не потрапив до чарту. Живий запис "All Along the Watchtower", з альбому Before the Flood, представлений на стороні-B "Most Likely You Go Your Way (And I'll Go Mine)" 1974 року. Записи взято з окремих концертів, що відбулись раніше того самого року на арені Форум в пригороді Лос-Анджелеса, в обох випадках музичний супровід виконував гурт The Band.
Вперше наживо Ділан виконав пісню 3 січня 1974 року в Чикаго, на прем'єрі свого туру-повернення. Починаючи з цього першого живого виступу, співак послідовно виконував пісню ближче до версії Гендрікса, ніж до власного оригінальної запису. В Енциклопедії Боба Ділана критик Майкл Грей писав, що це найчастіше виконувана зі всіх його пісень. За підрахунками Грея, до кінця 2003 року Ділан виконав пісню на концертах 1,393 рази. За словами особистого сайту Ділана, до 2015 року він виконав пісню 2,257 разів.
Останніми роками на своїх концертах Ділан знову почав співати перший куплет наприкінці пісні. Як Грей зазначає у своїй Енциклопедії Боба Ділана:
|  | Ділан вирішує закінчити таким чином, що водночас зменшує апокаліптичний наголос пісні та підкреслює власну центральну роль митця. Повторення першої строфи, як останньої, означає, що Ділан тепер завершує словами: "Ніхто з них не вздовж лінії/Знаєш чого це варто" (і це співається з тривалою, темною затримкою на цьому слові "варто"). Оригінальний текст (англ.) Dylan chooses to end in a way that at once reduces the song's apocalyptic impact and cranks up its emphasis on the artist's own centrality. Repeating the first stanza as the last means Dylan now ends with the words 'None of them along the line/Know what any of it is worth' (and this is sung with a prolonged, dark linger on that word 'worth'). |

Співак, можливо, взяв приклад з Grateful Dead, завершуючи пісню повторенням першого вірша; Dead виконували цю пісню саме в такий спосіб, як з Діланом, так і без нього.
Оригінальний запис "All Along the Watchtower" з'являється на більшості альбомів Ділана "greatest hits", а також двох його бокс-сетах, Biograph, який вийшов 1985 року, і Dylan 2007 року. Крім того, Ділан включив живий запис пісні в такі альбоми: Before the Flood (записаний у лютому 1974 року); Bob Dylan at Budokan (записаний у березні 1978 року); Dylan & the Dead (записаний у липні 1987 року) і MTV Unplugged (записаний у листопаді 1994 року)..

## The Jimi Hendrix Experience
Гурт The Jimi Hendrix Experience почав записувати свою версії пісні Ділана "All Along the Watchtower" 21 січня 1968 року в Olympic Studios у Лондоні. За словами інженера Енді Джонса, Джимі Гендрікс отримав плівку з записом Ділана від публіциста Майкла Голдстейна, який працював на менеджера Ділана Елберта Гроссмана. "(Гендрікс) прийшов з цими записами Ділана і ми всі почули їх вперше в студії", - згадував Джонс.

### Запис
За словами штатного інженера Гендрікса Едді Крамера, гітарист нарізав велику кількість спроб у перший день, викрикуючи акорди Дейву Мейсону, який прийшов на сесію і грав на гітарі. Посередині сесії бас-гітарист Ноель Реддінг став незадоволений справами і пішов. Потім за бас взявся Мейсон. За словами Крамера, остаточну басову партію грав сам Гендрікс. Друг Гендрікса і мультиінструменталіст The Rolling Stones Браян Джонс грає на треку на різних ударних інструментах. "Саме він робить різкі удари, які чутно наприкінці кожного такту у вступі, на інструменті, який називається вібраслеп." 
Джонс спочатку записав фортепіанну партію, яку пізніше вміксували в місці ударних інструментів.
26 січня Крамер і Чез Чендлер зміксували першу версію пісні, але Гендрікс одразу ж був незадоволений результатом і продовжив перезаписувати й накладати гітарні партії впродовж червня, липня і серпня в студії Record Plant у Нью-Йоркe. За словами інженера Тоні Бонджові Джиммі ставав дедалі більше незадоволеним у процесі розгортання пісні, накладаючи дедалі більше гітарних партій, рухаючи майстер-плівку від чотирьох до дванадцяти й потім до шістнадцяти-трекової машини. Бонджиові згадував: "ці нові ідеї означали, що йому доведеться щось стерти. За кілька тижнів до початку міксування ми вже записали кілька накладень, стираючи трек за треком. [Гендрікс] продовжував повторювати, 'я думаю, що чую це трохи по-іншому."

### Вихід та чарти
Завершена версія вийшла як сингл у США 21 вересня 1968 року, майже за місяць до релізу альбому на Electric Ladyland у жовтні. Сингл досягнув п'ятої сходинки в британських чартах,, ставши першим у Великій Британії синглом лише на стерео, якому це вдалося, та 20-го місця в чарті Billboard, найвище місце в американських чартах серед усіх синглів Гендрікса.

### Прийняття
Ділан описав свою реакцію на слухання версії Гендрікса: "це мене приголомшило, справді. У нього був такий талант, він міг знайти речі всередині пісні й активно розвивати їх. Він знайшов те, що інші люди й не думали знайти там. Він, напевно, поліпшив її тим, що використовував пробіли. Насправді, я взяв ліцензію на пісню за його версією, і продовжую робити це донині."
У буклеті, що супроводжує його альбом Biograph, Ділан сказав: "мені сподобався запис Джимі Гендрікса і відтоді, як він помер, я роблю це в такий спосіб... Дивно якось, коли я її співаю, то завжди відчуваю, що це якимось чином данина його пам'яті.
Запис цієї пісні у виконанні Гендрікса значиться під номером 47 у списку 500 найкращих пісень усіх часів за версією журналу Rolling Stone, а 2000 року британський журнал Total Guitar помістив її на вершину списку найвизначніших кавер-версій усіх часів. Гітарне соло Гендрікса увійшло під п'ятим номером до списку 100 найбільших гітарних Соло журналу Guitar World'.

## Інші записи

### The Nashville Teens
Найдавніший запис цієї пісні, окрім Ділана, належав британській поп-групі The Nashville Teens, яка перед тим 1964 року мала хіт з піснею "Tobacco Road". Їхній запис "All Along the Watchtower", під продюсуванням Віка Сміта, вийшов як сингл у Великій Британії та Європі на лейблі Decca Records у березні 1968 року, приблизно за шість місяців до версії Гендрікса. Журнал New Musical Express описав його як "і ефективний і похвальний", а Record Mirror - як "досить сильна пісенна ідея", але пісня не досягнула ніякого комерційного успіху, після чого невдовзі гурт покинув лейбл Decca.

### Dave Matthews Band
Гурт Dave Matthews Band виконував пісню від моменту свого утворення на початку 1990-х років. Їхнє виконання зберігає трьохакордну структуру і тональність Ділана, але відрізняється за стилем. Дейв Метьюз зазвичай починає пісню повільно, лише бас, вокал та акустична гітара. Учасники гурту приступають після рядка "година стає пізньою", набираючи темп та інтенсивність. Потім вони виконують тривалі соло, які завершуються рядком: "немає причин для занепокоєння." "Watchtower", як її називають шанувальники, - це концертний цвях, часто виконуваний як завершальна пісня або на біс. Загалом вони переспівали пісню наживо понад 750 разів, включаючи сольні виступи Метьюза, і вона присутня на дев'ятьох з їхніх офіційно виданих концертних альбомів, хоча гурт ніколи не випускав студійної версії.
Крім того, численні запрошені музиканти виконували пісню разом з гуртом, зокрема Карлос Сантана, Ніл Янг, Воррен Гейнс із гуртів Gov't Mule і The Allman Brothers Band, Трей Анастасіо з гурту Phish, Зак Браун, Бела Флек, Роберт Рендолф, Маркус Мамфорд і Гері Кларк

### U2
Ірландський рок-гурт U2 вперше виконав кавер на "All Along the Watchtower" під час свого Boy Tour 1981 року. Роки по тому, під час The Joshua Tree Tour 1987 року, гурт виконав кавер удруге, в Сан-Франциско (штат Каліфорнія), з додатковим куплетом, який додав Боно. Цей виступ пізніше увійшов як фрагмент у документальний фільм про U2 1988 року Rattle and Hum, а також з'явився на альбомі з однойменною назвою. Виступ був експромтом, а музиканти вчили акорди та текст пісні впродовж декількох хвилин після виходу на сцену, і, як наслідок, були проблеми з редагуванням саундтреку. Пісня була присутня на 47 живих концертах під час Lovetown Tour 1989 року.

### Pearl Jam
Після виконання пісні наживо чотири рази з 2004 по 2006 рік в складі Pearl Jam, вокалістові Едді Веддер запропонували записати "All Along the Watchtower" з The Million Dollar Bashers як саундтрек до біографічного фільму про Ділана Мене там немає. Засновником гурту, названого на честь пісні Ділана "Million Dollar Bash", був гітарист Лі Ранальдо з Sonic Youth. Серед інших учасників: Стів Шеллі на барабанах; Том Верлен з гурту Television, Нелс Клайн і Смокі Гормел з гурту Wilco на гітарах; Джон Медескі з Medeski Martin & Wood - клавішні; а також басист Ділана Тоні Гарньє.
У 2008 році пісню тричі грав "Pearl Jam" під час свого літнього туру по східному узбережжю США, включаючи Музичний фестиваль Боннаро 2008. 2009 року, під час Backspacer Tour, до гурту приєднався Ронні Вуд з The Rolling Stones для виконання пісні на O2 Shepherds Bush Empire в Лондоні (Англія).